# Кітаґава Міна
Кітаґава Міна (яп. 北川みな; 3 листопада 1905, Японська імперія — 19 грудня 2020) — японська супердовгожителька, фермерка. Була третьою найстаршою повністю верифікованою живою людиною в Японії (після Танаки Кане та Накаті Сіґейо) до її смерті в грудні 2020. Її вік (119 років, 280 днів) підтверджено Групою геронтологічних досліджень.

## Життєпис
Кітаґава Міна народилася 3 листопада 1905 року в Японській імперії. Станом на лютий 2020 року вона проживала в місті Хіконе, Префектура Сіґа, Японія.
13 вересня 2014 року, після смерті супердовгожительки Кітаґави Сіґе, вона стала найстарішою нині живою людиною в префектурі Сіґа.
28 лютого 2020 року увійшла до списку 100 найстаріших жінок в історії.
Станом на лютий 2020 року Кітаґава Міна була третьою найстарішою повністю верифікованою нині живою людиною в Японії (після Танаки Кане та Накаті Сіґейо) та восьомою найстарішою повністю верифікованою нині живою людиною в світі.
Станом на серпень 2020 року Кітаґава Міна входила у список 100 найстаріших людей в історії.